# فيدانتا
فيدانتا (/vɪˈdɑːntə/؛ ديوناكري: वेदान्त، Vedānta) مصطلح كان في الأصل كلمةً تُستخدم في الفلسفة الهندوسية كمرادفٍ لذلك الجزء من نصوص فيدا المعروفة أيضًا باسم الأوبانيشاد.
ويتكون هذا المصطلح من شكل مورفوفونولوجي (أي فونولوجي صرفي) من مقطعين فيدا-نتا = «غاية-فيدا» = «مُلحق تراتيل الفيدا». كما تشير تكهنات بأن كلمة «فيدانتا» تعني «الغرض أو الهدف [غاية] من نصوص الفيدا». ويمكن استخدام كلمة فيدانتا كاسم أيضًا لوصف الشخص البارع والمتمكن من جميع نصوص الفيدا الأصلية الأربعة.
وبحلول القرن الثامن الميلادي، أصبحت الكلمة تُستخدم لوصف مجموعة من التقاليد الفلسفية المتعلقة بمفهوم تحقيق الذات والتي يفهم المرء من خلالها الطبيعة المطلقة للحقيقة (البراهمان).
وبهذا الخصوص، تُسمى فيدانتا أيضًا أوتارا ميمامسا، أو 'التحقيق اللاحق' أو 'التحقيق الأعلى'، وتقترن غالبًا ببورفا ميمامسا، أي 'التحقيق السابق'. ويُطلق على بورفا ميمامسا عادةً ميمامسا فقط، وهي تتناول تفسيرات تضحيات النار في المانترات الفيدية (في جزء السامهيتا عند الفيدا) وكتب البراهمانا المقدسة، بينما تتناول الفيدانتا شرح التعاليم السرية في («الكتب المقدسة الحرجة»)، والأوبانيشاد، والتي تألفت منذ القرن التاسع قبل الميلاد تقريبًا وحنى العصر الحديث.
ولا تقتصر الفيدانتا ولا تنحصر في كتابٍ واحد، كما لا يوجد أي مصدر وحيد للفلسفة الفيدانتية.
من بين التقاليد الفرعية المعروفة في فيدانتا ما يلي:
1. أدفايتا دارشان – أُسسها شانكاراشاريا (788–820 ميلادي)
2. فيشيشتادفايتا دارشان – أسسها الراهب رامنوغا (1017–1137 ميلادي)
3. دفايتا فيدانتا – أُسسها مادهفاتشاريا (1238–1317 ميلادي)
4. بيدابيد (أو دافيتادفايت) دارشان – أسسها نيمباركاشاريا
5. شودادفايت دارشان – أسسها الفيلسوف فالابشاريا (1479–1531 ميلادي)
6. أشنتيا بيدا عابدة دارشان – أسسها القديس تشيتانيا ماهابرابهو (1486–1534 ميلادي)
7. أكشار بوروشوتام دارشان – أسسها سوامينارايان (1781–1830 ميلادي)

## التسمية والاصطلاح
تعني كلمة فيدانتا حرفيًا نهاية الفيدا ويُشار لها أصلًا بالأبانيشاد. تختص الفيدانتا بالتركيز على الجناناكا أو الجزء المعرفي من الفيدا المعروف باسم الأبانيشاد. في وقت لاحق، اتسع نطاق المقصود بفيدانتا ليشمل مختلف التقاليد الفلسفية القائمة على أساس البراستاناتراي.
يمكن اعتبار الأبانيشاد نهاية الفيدات من أوجه مختلفة:
1. تُعد آخر المنتجات الأدبية في الحقبة الفيدية.
2. تمثل ذروة الفكر الفيدية.
3. دُرّست ونوقشت ختامًا في مرحلة البراهمشاريا (الطالب).[6]

تُعد فيدانتا واحدة من ست مدارس أورثوذكسية (أستيكا) في الفلسفة الهندية. يُطلق عليها أيضًا اسم أوتارا ميمامسا، «التحقيق اللاحق» أو «التحقيق الأعلى»، وغالبًا ما تتعارض مع بورفا ميمامسا، أي «التحقيق السابق» أو «التحقيق الابتدائي». تتناول البورفا ميمامسا موضوع الكارمكندا أو الجزء الشعائري (السامهيتا والبراهمانا) من الفيدات.

## البراستاناتراي، المصادر الثلاثة
يشكل كل من الأبانيشاد، والبهاغافاد غيتا، والبراهما سوتراس الأساس الذي تقوم عليه الفيدانتا. تعمل جميع مدارس فيدانتا على دعم فلسفتها من خلال تفسير هذه النصوص، والتي يطلق عليها حرفيًا اسم البراستاناتراي، أو بعبارة أخرى المصادر الثلاثة.
1. يُعتبر الأبانيشاد، أو شروتي براسثانا، الأساس «المسموع» (والمتكرر) للفيدانتا.
2. يُعتبر البراهما سوتراس، أو النيايا براسثانا/ يوكتي براسثانا، الأساس القائم على العقل لفيدانتا.
3. يُعد البهاغافاد غيت، أو سمريتي براسثانا، الأساس السمريتي (التقليد المُتذكر) للفيدانتا.

حاولت البراهما سوتراس توليف تعاليم الأبانيشاد. استلزم التنوع في تعاليم الأبانيشاد تنظيم هذه التعاليم. كان من المرجح أن يُنجَز ذلك على أكثر من نحو في الهند القديمة، إلا أن النسخة الوحيدة المتبقية من هذه التوليفة هي البراهما سوتراس للبادرایانة.
ألّف جميع مدرسي الفيدية البارزين، بما في ذلك آدي شانكارا، وباسكارا، ورامنوغا، ونيمباركا، وفالابشاريا، ومادهفاتشاريا، وسوامي بادريشدات، شروحات ليس فقط حول الأبانيشاد والبراهما سوتراس، بل أيضًا حول البهاغافاد غيت، بسبب الدور الكبير الذي لعبه توافق فكر السامخيا واليوجا في الفكر الفيدي.

## تاريخيًا
يقدم الأبانيشاد استقصاءً فلسفيًا ترابطيًا على هيئة تحديد مذاهب مختلفة ومن ثم تقديم حجج تدعمها أو تناقضها. تشكل المذاهب النصوص الأساسية وتفسرها الفيدانتا من خلال تأويل فلسفي صارم. أدت التفسيرات المختلفة للأبانيشاد وتوليفها، البراهما سوتراس، إلى تطوير مدارس مختلفة في الفيدانتا على مر الزمن، منها ثلاث أو أربع أو خمس أو ست مدارس بارزة.
1. البيدابيد، منذ القرن السابع الميلادي، أو حتى القرن الرابع الميلادي. يميل بعض العلماء إلى أن يعتبروه «مذهبًا» بدلًا من مدرسة فيدناتا.
2. أوباديكا، التي أسسها باسكارا في القرن التاسع الميلادي
3. بيدابيد أو دافيتادفايت، التي أسسها نيمباراما في القرن السابع الميلادي
4. أشنتيا بيدا عابدة دارشان، التي أسسها القديس تشيتانيا ماهابرابهو (1486–1534 ميلادي)
5. أدفايتا، ومن أبرز باحثيها جودابادا (نحو عام 500 ميلادي) وآدي شانكارا (القرن الثامن ميلادي)[17]
6. فيشيشتادفايتا، ومن أبرز باحثيها ناثاموني ويامونا ورامنوغا (1017– 1137 ميلادي)
7. شودادفايت دارشان، التي أسسها الفيلسوف فالابشاريا (1479–1531 ميلادي)
8. أكشار بوروشوتام دارشان، التي أسسها سوامينارايان (1781–1830 ميلادي) وطرحها شاسترجي مهراج.

ينقسم تاريخ فيدانتا إلى فترتين: الأولى قبل تشكيل براهما سوتراس وتشتمل الأخرى على المدارس التي تطورت بعد كتابة براهما سوتراس.

### قبل براهما سوتراس
لا يُعرف سوى القليل من مدارس الفيدانتا الموجودة قبل تشكيل براهما سوتراس (400–450 ميلادي). من الجلي أن باداريانا، مؤلف براهما سوتراس، لم يكن أول من نظم تعاليم الأبانيشاد، إذ اقتبس من ستة من معلمي الفيدية السابقين –أشمارثيا، وباداري، وأودولومي، وكاشاكرتسنا، وكارسناجيني، وأتريا. يُعثر على إشارات أخرى لمعلمي فيدانتا الأوائل في المؤلفات الثانوية في فترات لاحقة –براهماداتا، وسوندارا، وباندايا، وتانكا، ودرافيداتشاريا–. لم تبقَ أعمال هؤلاء المعلمين القدامى، ولكن استنادًا إلى الاقتباسات المنسوبة لهم في مؤلفات لاحقة، يدّعي شارما أن أشماراثيا وأودولومي كانا من علماء بيدابيد، وأن كاشاكرتسنا وبراهماداتا كانا من علماء أدفايتا، بينما كان تانكا ودرافيداتشاريا إمّا من علماء أدفايتا أو فيشيشتادفايتا.

### براهما سوتراس
لخص باداريانا تعاليم الأبانيشاد في براهما سوتراس وفسرها، والتي تُدعى فيدانتا سوترا أيضًا، وربما «كُتبت من منظور بيدابيد الفيدي.» لخص باداريانا تعاليم الأبانيشاد التقليدية وفند المدارس الفلسفية المتنافسة في الهند القديمة. أرسى البراهما سوتراس الأساس لتطوير فلسفة فيدانتا. على الرغم من نسبه إلى إلى باداريانا، إلا أنه من المرجح أن عدد من المؤلفين كتبوا براهما سوتراس على مدى مئات السنين. تتفاوت التقديرات المتعلقة بالانتهاء من كتابة البراهما سوتراس، ذكر ناكامورا في عام 1989 ونيكلسون في بحثه عام 2013 أنه صُنّف في الوقت الحاضر في حدود 400 إلى 450 ميلادي. يقترح إيسايفا بأنه كان كاملًا وفي شكله الحالي بحلول عام 200 م، بينما يقول ناكامورا أن «الجزء الأكبر من سوترا مضى على وجوده قبل ذلك الوقت بكثير».
يتألف الكتاب من أربعة فصول، كل منها مُقسم إلى أربعة أرباع أو أقسام. تسعى هذه المواعظ لتوليف تعاليم الأبانيشاد المتنوعة. ومع ذلك، فإن الطبيعة المبهمة لأمثال البراهما سوتراس تتطلب شروحات تفسيرية. أسفرت هذه الشروحات عن تشكيل العديد من مدارس فيدانتا، كل منها يفسر النصوص بطريقته الخاصة ويورد تفسيره الخاص.

### بين براهما سوتراس وآدي شانكارا
لا يُعرف إلا القليل بالنوعية عن الفترة الواقعة بين براهما سوتراس (القرن الخامس الميلادي) وآدي شانكارا (القرن الثامن الميلادي). لم يبق سوى مؤلَّفتين من هذه الفترة: فاكاباديا، من تأليف بهارتري (النصف الثاني من القرن الخامس)، وكاريكا من تأليف جودابادا (أوائل القرن السادس أو السابع الميلادي).
يورد شانكارا ذكر 99 سلفًا مختلفًا من مدرسته في شروحاته. أُدرج عدد من مفكري فيدانتا الأوائل في كتاب سيديتريا من تأليف ياموناكايا (1015)، وفيدارتهاسمراغها من تأليف رامنوغا (1050– 1157)، وياتيندراماتاديبيكا من تأليف سرينفاسا. من المعروف أن 14 مفكرًا على الأقل تواجدوا في الفترة بين تأليف براهما سوتراس وآدي شانكارا.
كان بهارتيبراباتشا أحد الباحثين البارزين في هذه الفترة. أكد بهارتيبراباتشا أن البراهمان واحد وعلى وجود وحدة، ولكنها ذات أصناف مختلفة. يرى الباحثون بهارتيبراباتشا فيلسوفًا مبكرًا في صف تعليم عقيدة البيدابيد.

## اقرأ أيضاً
- أدفايتا